# Alto da União
Alto da União é um distrito rural do município brasileiro de Ijuí, no Rio Grande do Sul. Segundo se tem notícias Alto da União  foi o primeiro local colonizado no território  de Ijuí.  A nova cidade  seria aonde se encontra a vila atualmente. Segundo historiadores a escolha de Ijuí como sede foi motivada pelas águas disponíveis  nos riachos e rios próximos. Já  em Alto  da União  não  havia essa disponibilidade.